# 7. Sinfonie (Mozart)
Die Sinfonie D-Dur Köchelverzeichnis 45 komponierte Wolfgang Amadeus Mozart im Jahr 1768 in Wien. Nach der Alten Mozart-Ausgabe trägt die Sinfonie die Nummer 7.

## Allgemeines

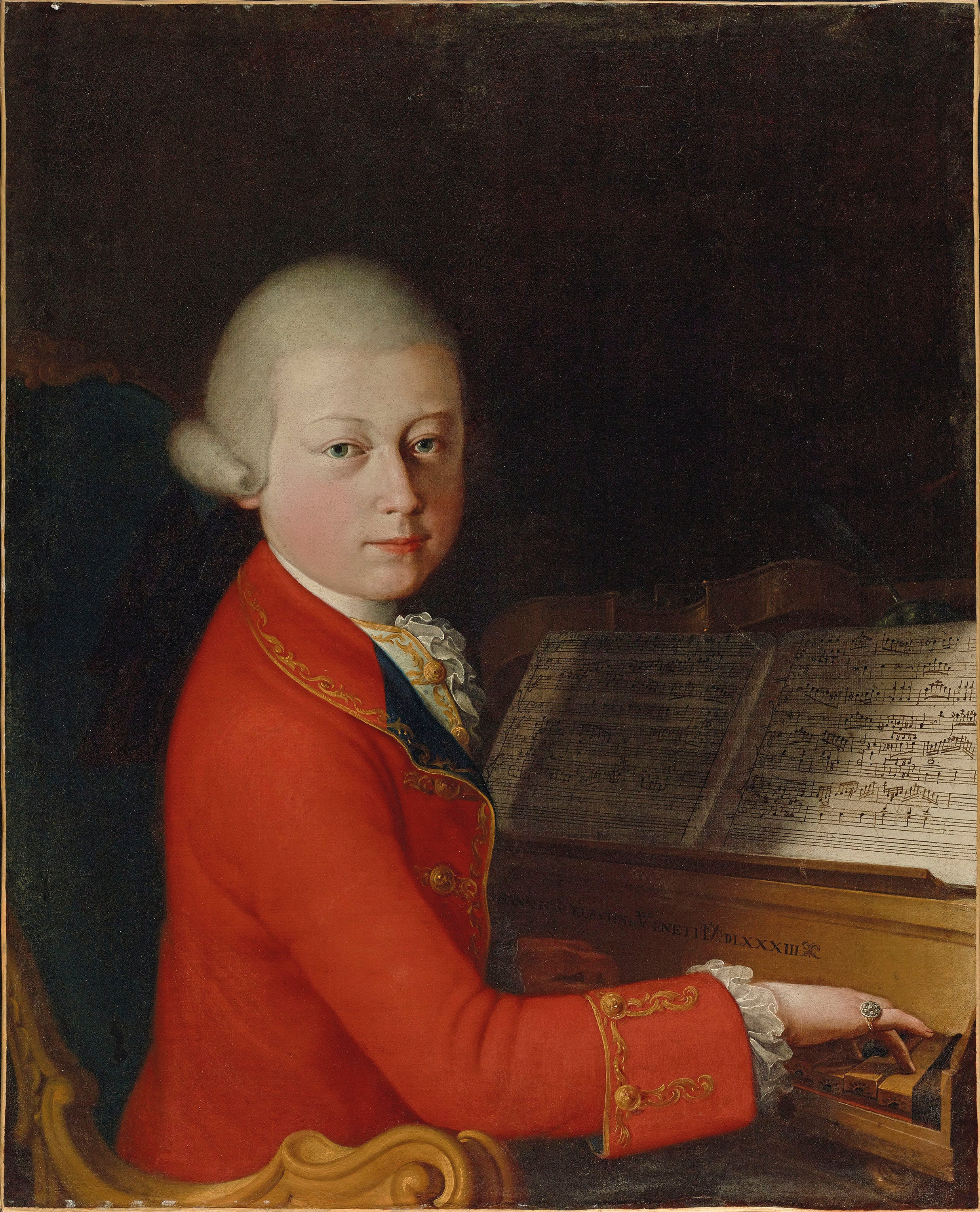
Mozart im Jahr 1770

Das Autograph des Werkes trägt die Aufschrift „16. Jenner“ von Leopold Mozart; vermutlich hat Wolfgang das Werk an diesem Tag fertiggestellt. Da über ein öffentliches Konzert der Mozarts zu dieser Zeit nichts überliefert ist, war der Kompositionsanlass wahrscheinlich einer der zahlreichen privaten Auftritte; die erste Aufführungsgelegenheit war vermutlich ein Fastenkonzert beim „Russischen Gesandten Prinzen von Gallitzin“ (Brief von Leopold Mozart). Bei diesen Konzerten war es üblich, dass am Beginn und am Ende Sinfonien gespielt wurden.
Für die zwischen April und Juli 1768 komponierte Oper La finta semplice Köchelverzeichnis (KV) 51 hat Mozart die Sinfonie zur Ouvertüre umgearbeitet. Das Menuett fiel weg, ebenso Pauken und Trompeten, dafür ergänzte er Flöten und (obligate) Fagotte (im Andante nur Flöten; bei KV 45 sind die Fagotte gemäß der damaligen Aufführungspraxis fakultativ zur Bassverstärkung, s. u.). Die Erweiterung lässt sich damit erklären, dass das Wiener Orchester über mehr Möglichkeiten als die kleineren Privatorchester verfügte, für die Mozart bisher komponiert hatte. Die Streichung von Trompeten und Pauken ist jedoch erstaunlich; sie hängt möglicherweise damit zusammen, dass Mozart sie für eine komische Oper als nicht notwendig erachtete.
Hermann Abert schreibt zum Verhältnis von KV 45 und der Ouvertüre KV 51: „Die Ouvertüre zeigt einen erheblichen Fortschritt, und zwar allein schon der D-Dur-Sinfonie vom 16. Januar 1768 (KV 45) gegenüber, mit der sie Themen und Verarbeitung bis auf das weggelassene Menuett gemein hat. Aber das instrumentale Gewand des Stückes ist reicher geworden, und, was das wichtigste ist, die hinzugefügten Bläser dienen nicht bloß zur Verstärkung, sondern reden mitunter eine ganz selbständige Sprache und führen Klangwirkungen herbei, die die alten Gedanken in ein ganz neues Licht setzen (…).“
Einen Vergleich zwischen beiden Versionen bietet die Einspielung mit der Academy of Ancient Music.
Als Charakteristikum der Wiener Sinfonien sind KV 43, KV 45, KV 45b, KV 48 und KV 76 viersätzig mit einem Menuett als dritten Satz.

## Zur Musik
Besetzung:  zwei Oboen, zwei Hörner in D, zwei Trompeten in D, Pauken, zwei Violinen, Viola, Cello, Kontrabass. In zeitgenössischen Orchestern war es zudem üblich, auch ohne gesonderte Notierung Fagott und Cembalo (sofern im Orchester vorhanden) zur Verstärkung der Bass-Stimme einzusetzen.
Aufführungsdauer:  ca. 11 Minuten.
Bei den hier benutzten Begriffen in Anlehnung an die Sonatensatzform ist zu berücksichtigen, dass dieses Schema in der ersten Hälfte des 19. Jahrhunderts entworfen wurde (siehe dort) und von daher nur mit Einschränkungen auf ein 1768 komponiertes Werk übertragen werden kann. Die Sätze 1, 2 und 4 entsprechen noch mehr der zweiteiligen Form, bei der der zweite Satzteil als modifizierter Durchlauf des ersten („Exposition“) angesehen wird. – Die hier vorgenommene Beschreibung und Gliederung der Sätze ist als Vorschlag zu verstehen. Je nach Standpunkt sind auch andere Abgrenzungen und Deutungen möglich.

### Erster Satz: Molto allegro
D-Dur, 4/4-Takt, 92 Takte
Die Audiowiedergabe wird in deinem Browser nicht unterstützt. Du kannst die Audiodatei herunterladen.
Der Satz eröffnet forte als Fanfare aus drei D-Dur Akkorden im ganzen Orchester (Tutti). Ein eindeutiges erstes Thema ist nicht auszumachen. Nach fünf Takten mit durchgehender Achtelbewegung (basiert auf gebrochenem D-Dur – Akkord) im Piano reihen sich mehrere kleine, meist einmal als Variante wiederholte Motive mit Läufen, Vorschlagsfloskeln und Tremolo aneinander. Volker Scherliess (2005) spricht von einer „Folge brillanter thematischer Erfindungen.“ Das Motiv ab Takt 17 in der Dominante A-Dur, das durch vorangehende Akkordschläge auf D und eine Viertelpause angekündigt und von den Streichern im Piano vorgetragen wird, erinnert dabei an ein „zweites Thema“. Der Abschnitt von Takt 24 bis 27 ist durch ausgehaltene Bläserakkorde, Tremolo in den Streichern und eine gangartige Bewegung im Bass gekennzeichnet. Strukturell ähnliche Passagen finden sich auch in anderen Kopfsätzen früher Sinfonien Mozarts (z. B. KV 16, KV 19, KV 19a, KV 22, KV 43; bei der „Alten Lambacher“-Sinfonie KV 45a sogar zum Satzbeginn).
Der Abschnitt von Takt 35–44, interpretierbar als Schlussgruppe des ersten Satzteils, kontrastiert zum vorigen Geschehen durch seinen eher ruhigen Charakter mit mehreren Vorhalten, von denen der erste lang ausgehalten ist; lediglich die Viola spielt eine durchgängige Tonwiederholung in Achteln auf A. Hermann Abert spricht hier von einem „seltsam stillen und versonnenen fremden Gast, der sich in der Schlussgruppe (…) plötzlich an die lärmende Festtafel setzt.“
Der Beginn des zweiten Satzteils (Takt 45–55) enthält als Hauptmotiv einen gebrochenen Akkord abwärts mit Synkopen in der 1. Violine, unterlegt von Akkorden der Bläser und Tremolo der übrigen Streicher. Charakteristisch ist der bereits von Takt 7 ff. bekannte Wechsel von forte und piano. Über h-Moll, e-Moll und A-Dur wechselt Mozart zurück zur Tonika D-Dur. In D-Dur beginnt dann auch in Takt 56 die „Reprise“ mit einer Variante der gebrochenen Akkordmelodik vom Anfang. Sie ist überwiegend ähnlich der Exposition strukturiert.
Insgesamt hat der Satz durch die fehlenden Wiederholungen, die zahlreichen Läufe, Tremolo-Passagen und auch durch seinen Beginn mit den drei Akkordschlägen einen ouvertürenartigen Charakter. Möglicherweise bot er sich deshalb für eine Bearbeitung als „richtige“ Ouvertüre zu KV 51 an (die Übergänge von „Sinfonie“ und „Ouvertüre“ waren damals aber ohnehin fließend).

### Zweiter Satz: Andante
G-Dur, 2/2-Takt (alla breve), 24 Takte, nur Streicher
Der minimalistisch aufgebaute Satz wird geprägt durch sein zweitaktiges Motiv in der 1. Violine und die permanent durchlaufende Triolenbewegung in der 2. Violine. Er ist durch einen Doppelstrich am Ende von Takt 8 in zwei Teile gegliedert, die je einmal wiederholt werden. Das dreiteilige Hauptmotiv beginnt als tiefe, betonte halbe Note, gefolgt von einer kurzen Aufwärtsbewegung in gebrochenen Terzen im Piano. Die Schlussfloskel des Motivs ändert sich im Satzverlauf.
Im ersten Abschnitt des Satzes wird das Hauptmotiv in G-Dur vorgestellt, die Schlussfloskel besteht aus einem abwärts gehenden G-Dur-Dreiklang mit punktiertem Rhythmus, wobei die erste Note betont wird. Ab dem Ende vom zweiten Takt stimmt die 1. Violine in die Triolenbewegung der 2. Violine mit ein. Anschließend werden die ersten vier Takte leicht verändert wiederholt.
Der zweite Teil (Takt 9 ff.) beginnt mit dem Hauptmotiv auf betontem Gis, das sich in der Schlussfloskel über Vorhalte nach a-Moll auflöst. Die Vorhalte der Schlussfloskel „verselbständigen“ sich dann für zwei Takte, ehe ab Takt 13 eine ähnliche Struktur wie bei Takt 9 folgt, nun jedoch mit Fis als Beginn des Hauptmotivs mit Auflösung nach G-Dur. Ab Takt 17 folgt ein Wechsel des Hauptmotivs zwischen C-Dur (Subdominante) und G-Dur mit sanglicher, bogenartig abgesetzter Viertelbewegung als Schlussfloskel.
Da die Melodie des Hauptmotivs überwiegend in Zweierwerten über der Triolenbewegung fortschreitet, stellt sich für eine Aufführung die Frage, ob die entstehenden „Zwei-gegen-Drei“ als gegensätzliche Rhythmen aufgefasst werden sollen oder die beiden Melodienoten sich dem Triolenfluss („lang-kurz“) anzupassen haben. Da in der bearbeiteten Fassung (KV 51) die Melodienoten als punktierte Achtel und Sechzehntel notiert sind, ist es nach Volker Scherliess (2005) naheliegend zu vermuten, dass hier einen Angleich an den Triolenfluss vorzunehmen sei (ähnliches Problem bei den Triolen und punktierten Rhythmen im vierten Satz von KV 45, Takt 41 ff., s. u.).

### Dritter Satz: Menuett
D-Dur, 3/4-Takt, 30 Takte (Menuett), 20 Takte (Trio)
Die Audiowiedergabe wird in deinem Browser nicht unterstützt. Du kannst die Audiodatei herunterladen.
Das Menuett ist durch seine fallenden, betonten Quarten und Quinten sowie die antwortende Triolenfigur gekennzeichnet. Im zweiten Teil sorgen Synkopen und punktierte Rhythmen für Auflockerung.
Das Trio in G-Dur ist nur für Streicher gehalten. Die ruhig-nachdenkliche Melodie im Piano mit bogenartiger Viertelbewegung weist mehrere betonte Vorhalte auf.

### Vierter Satz: Molto Allegro
D-Dur, 2/4-Takt, 106 Takte
Der Satz besteht aus mehreren Motiven, die meist echoartig im Piano wiederholt werden. Das erste Motiv (bzw. die Hauptmelodie) besteht aus einer Unisono-Figur mit punktiertem Rhythmus, die forte vom ganzen Orchester vorgetragen wird (Takt 1–4). Nachsatzartig antworten die Violinen mit vier Takten einer Triolenfigur im Piano. Beide Passagen (zusammen als Hauptthema interpretierbar) werden dann wiederholt (Takt 9–16). Dieses Hauptthema baut auf einer mündlich überlieferten Melodie auf, die sich ähnlich in der Einführung zu Leopold Mozarts „Musikalischer Schlittenfahrt“ findet und um 1800 in London unter dem Titel „Del Caro´s Hornpipe“ sehr volkstümlich wurde. Es schließen sich dann mehrere kleine Motive mit Trillern, Triolen und einer betonten Bassfigur im punktierten Rhythmus über Triolentremolo an (Takt 41–51, vgl. auch Anmerkung zum zweiten Satz) an. Der erste Abschnitt („Exposition“) endet in Takt 51 in der Dominante A-Dur.
Die „Durchführung“ beginnt mit dem Hauptthema in A-Dur, das beim zweiten Durchlauf jedoch nach h-Moll moduliert wird. Takt 68 ff. wechseln mit der Bassfigur von Takt 33 ff. von H-Dur nach A-Dur. Nach einer energisch wiederholten Pendelbewegung aus Triolen beginnt in Takt 80 die „Reprise“ mit dem Motiv von Takt 25 ff. Es folgt die Bassfigur mit punktiertem Rhythmus analog Takt 33 ff. „Durchführung“ und „Reprise“ werden wiederholt. Die Fassung der Opernouvertüre (KV 51) weist dagegen keine Wiederholungen auf und geht unmittelbar in den Einleitungschor der Oper über.
Wolfgang Gersthofer (2007) weist auf Ähnlichkeiten des Satzes mit dem ersten Satz von Johann Christian Bachs Sinfonie op. 3 hin.